# 大鐘寺駅
大鐘寺駅（だいしょうじえき）は中華人民共和国北京市海淀区北下関街道に位置する北京地下鉄13号線の駅である。駅番号は1302。

## 駅構造

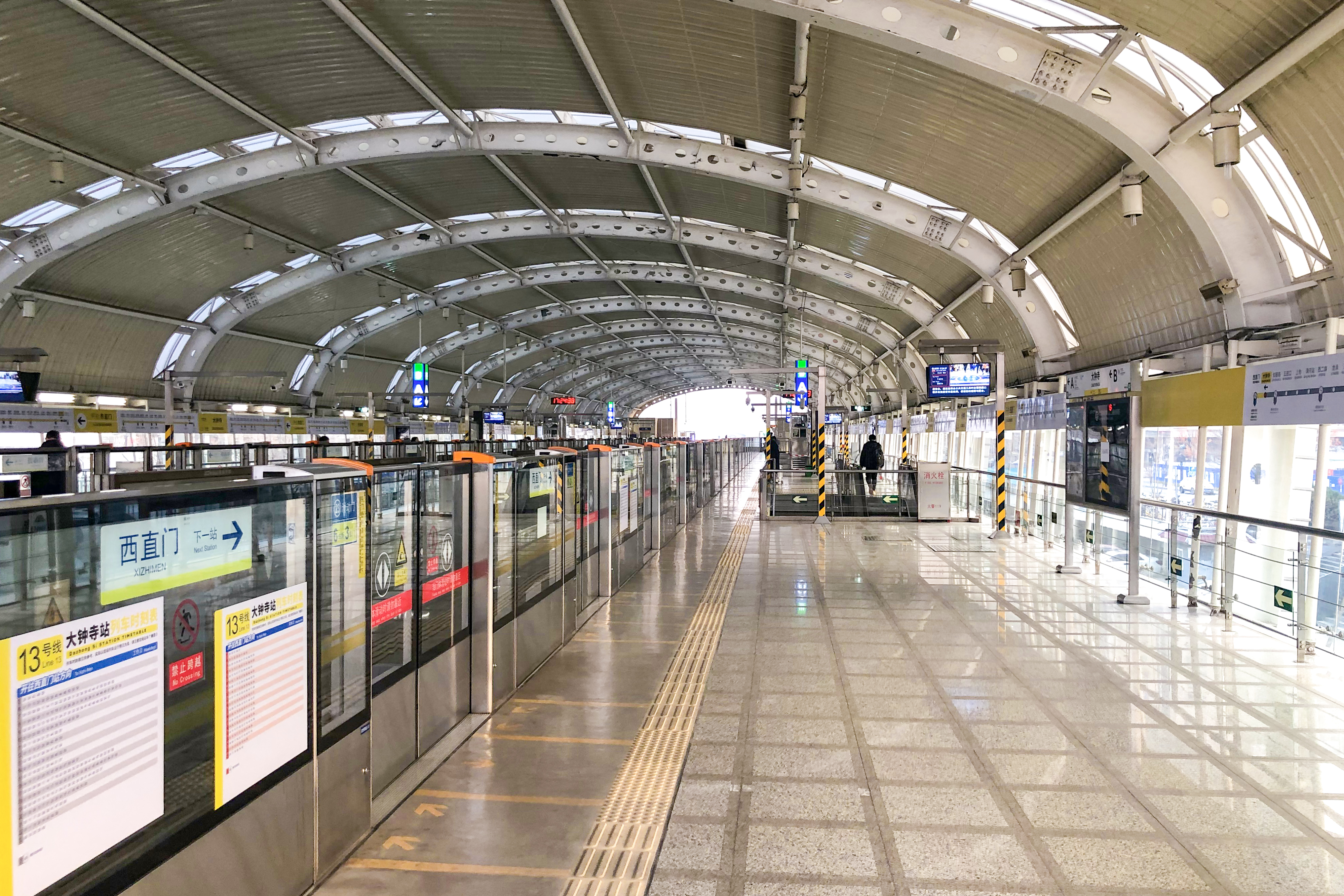
ホーム

相対式ホーム2面2線を有する高架駅。出口は北側のAと南側のBの2箇所があり、それぞれ独立した駅舎と改札を持つ。駅のすぐ東側は国鉄京包線が通ってるが、駅はない。

### のりば
| 13号線のりば | 相対式ホーム       |
| 13号線のりば | ←13号線 西直門方面 |
| 13号線のりば | 13号線 東直門方面→ |
| 13号線のりば | 相対式ホーム       |

## 駅周辺
- 大学生体育館
- 太陽園
- 高徳写字楼
- 明光精品家具建材家装城
- 金五星百貨批発市場
- 古鐘博物館
- 大鐘寺飯店
- 大鐘寺衣産品批発市場
- 監察部
- 北京有線電視台
- 中央財経大学
- 中鼎大厦
- 国家計生委機関服務中心幹部培訓部
- 北京体育師範学院
- 大学生体育館
- 国家計規生育委員会
- 太陽園
- 藍格賽-海竜興電器設備商業有限公司
- 大鐘寺藍景麗家家居広場
- 高徳写字楼
- 海淀芸職
- 明光精品家具建材家装城
- 金五星百貨批発市場

## 歴史
- 2002年9月28日 - 13号線が開業。
- 2024年12月15日 - 12号線が開業。

## 隣の駅
北京地下鉄
■12号線
人民大学駅 - 大鐘寺駅 - 薊門橋駅
■13号線
西直門駅 (1301) - 大鐘寺駅 (1302) - 知春路駅 (1303)
座標: 北緯39度57分55秒 東経116度20分20秒 / 北緯39.96529度 東経116.33899度